# باشگاه فوتبال داماش گیلان در فصل ۹۹–۱۳۹۸
باشگاه فوتبال داماش گیلان در فصل ۹۹–۱۳۹۸، در نوزدهمین دورهٔ رقابت‌های لیگ آزادگان حضور دارد. این تیم همچنین در این فصل در سی و سومین دورهٔ جام حذفی فوتبال ایران حضور دارد.

## بازیکنان

### ترکیب تیم در لیگ آزادگان
| شماره |       | نقش       | بازیکن           |
| ----- | ----- | --------- | ---------------- |
| ۱     | ایران | دروازه‌بان | ایمان صادقی      |
| ۲     | ایران | مدافع     | آرمین منفرددوست  |
| ۳     | ایران | مدافع     | بهتاش میثاقیان   |
| ۴     | ایران | مدافع     | آزاد جعفرزاده    |
| ۵     | ایران | مدافع     | کنعان طاهرنژاد   |
| ۶     | ایران | هافبک     | محمد رستمی       |
| ۷     | ایران | مهاجم     | سعید طالبی       |
| ۸     | ایران | مهاجم     | عباس کندل        |
| ۹     | ایران | هافبک     | میعاد یزدانی     |
| ۱۰    | ایران | هافبک     | میلاد صفایی      |
| ۱۱    | ایران | مهاجم     | سعید باقرپسند    |
| ۱۴    | ایران | هافبک     | مهدی نظرمحمدپناه |
| ۱۵    | ایران | مدافع     | مصطفی آقاجانی    |
| ۱۶    | ایران | هافبک     | محمد اسلامی      |
| ۱۷    | ایران | مهاجم     | معراج پورتقی     |

| شماره |       | نقش       | بازیکن          |
| ----- | ----- | --------- | --------------- |
| ۱۸    | ایران | هافبک     | میثم میرپسندیده |
| ۱۹    | ایران | هافبک     | علیرضا توکلی    |
| ۲۰    | ایران | مدافع     | محمد مختاری     |
| ۲۱    | ایران | مدافع     | بهمن کامل       |
| ۲۲    | ایران | دروازه‌بان | عرفان قلعه‌نویی  |
| ۲۳    | ایران | مهاجم     | سجاد موسوی      |
| ۲۴    | ایران | مهاجم     | عباس کندل       |
| ۲۵    | ایران | هافبک     | جابر نصیری      |
| ۲۶    | ایران | هافبک     | علی حقدوست      |
| ۲۷    | ایران | مهاجم     | حسین فاضلی      |
| ۲۸    | ایران | مدافع     | سید کاظم رحمانی |
| ۳۲    | ایران | مهاجم     | سینا شاه‌عباسی   |
| ۳۳    | ایران | دروازه‌بان | محمد ضیایی      |

## گلزنان
| بازیکن           | لیگ آزادگان | جام حذفی | مجموع |
| ---------------- | ----------- | -------- | ----- |
| سینا شاه‌عباسی    | ۰           | ۲        | ۲     |
| علیرضا توکلی     | ۱           | ۰        | ۱     |
| سعید باقرپسند    | ۱           | ۰        | ۱     |
| محمدمهدی نظرپناه | ۱           | ۰        | ۱     |
| جابر نصیری       | ۱           | ۰        | ۱     |
| معراج پورتقی     | ۰           | ۱        | ۱     |
| بهتاش میثاقیان   | ۰           | ۱        | ۱     |

## دوستانه
برد
      مساوی
      باخت
| ۲۹ تیر ۱۳۹۸ ۱ | داماش                    | ۴–۰ | پاس رشت | رشت، ایران           |
| ۱۶:۰۰         | آذرباد · کندل · باقرپسند |     |         | ورزشگاه: شهرداری رشت |

| ۸ مرداد ۱۳۹۸ ۲ | داماش             | ۲–۱ | شهرداری کوچصفهان | رشت، ایران           |
| ۱۸:۰۰          | کندل · میرپسندیده |     |                  | ورزشگاه: شهرداری رشت |

| ۱۹ مرداد ۱۳۹۸ ۳ | بادران | ۱–۱ | داماش  | تهران، ایران   |
| ۱۸:۰۰           |        |     | پورتقی | ورزشگاه: آزادی |

| ۶ شهریور ۱۳۹۸ ۴ | داماش | ۶–۰ | شهرداری کوچصفهان | رشت، ایران           |
| ۱۸:۰۰           |       |     |                  | ورزشگاه: شهرداری رشت |

## رقابت‌ها

### بررسی مسابقات
| رقابت       | اولین بازی     | آخرین بازی | شروع دور  | جایگاه نهایی | آمار | آمار | آمار | آمار | آمار | آمار | آمار | آمار  |
| رقابت       | اولین بازی     | آخرین بازی | شروع دور  | جایگاه نهایی | بازی | ب    | ت    | ش    | گ‌ز   | گ‌خ   | ت‌گ   | % برد |
| ----------- | -------------- | ---------- | --------- | ------------ | ---- | ---- | ---- | ---- | ---- | ---- | ---- | ----- |
| لیگ آزادگان | ۲۶ مرداد ۱۳۹۸  | نامشخص     | هفته اول  |              | ۲۹   | ۸    | ۹    | ۱۲   | ۲۰   | ۳۱   | ۱۱−  | ۰۲۸   |
| جام حذفی    | ۱۶ شهریور ۱۳۹۸ | ۷ مهر ۱۳۹۸ | مرحله سوم | ۱/۱۶ نهایی   | ۲    | ۱    | ۰    | ۱    | ۵    | ۲    | ۳+   | ۰۵۰   |
| مجموع       | مجموع          | مجموع      | مجموع     | مجموع        | ۳۱   | ۹    | ۹    | ۱۳   | ۲۵   | ۳۳   | ۸−   | ۰۲۹   |

آخرین به‌روزرسانی در: ۱۴ ژوئیه ۲۰۲۰.

منبع: رقابت‌ها

### لیگ آزادگان

#### جایگاه در جدول
| رتبه | تیم       | بازی | برد | مساوی | باخت | گل زده | گل خورده | گل تفاضل | امتیاز |
| ---- | --------- | ---- | --- | ----- | ---- | ------ | -------- | -------- | ------ |
| ۱۰   | آرمان گهر | ۳۴   | ۱۰  | ۱۳    | ۱۱   | ۴۰     | ۴۲       | ۲−       | ۴۳     |
| ۱۱   | فجر سپاسی | ۳۴   | ۱۱  | ۱۲    | ۱۱   | ۳۴     | ۳۲       | ۲+       | ۴۵     |
| ۱۲   | داماش     | ۳۴   | ۱۱  | ۹     | ۱۴   | ۲۷     | ۳۵       | ۸−       | ۴۲     |
| ۱۳   | قشقایی    | ۳۴   | ۹   | ۱۰    | ۱۵   | ۳۳     | ۳۸       | ۵−       | ۳۷     |
| ۱۴   | رایکا     | ۳۴   | ۸   | ۱۳    | ۱۳   | ۳۱     | ۳۳       | ۲−       | ۳۷     |

#### دست‌آوردها در خانه و بیرون
| مجموع | مجموع  | مجموع | مجموع | مجموع | مجموع | مجموع | مجموع | خانه | خانه | خانه | خانه | خانه | خانه | مهمان | مهمان | مهمان | مهمان | مهمان | مهمان |
| بازی  | امتیاز | پ     | ت     | ش     | گ‌ز    | گ‌خ    | ت‌گ    | پ    | ت    | ش    | گ‌ز   | گ‌خ   | ت‌گ   | پ     | ت     | ش     | گ‌ز    | گ‌خ    | ت‌گ    |
| ----- | ------ | ----- | ----- | ----- | ----- | ----- | ----- | ---- | ---- | ---- | ---- | ---- | ---- | ----- | ----- | ----- | ----- | ----- | ----- |
| ۲۹    | ۳۳     | ۸     | ۹     | ۱۲    | ۲۰    | ۳۱    | −۱۱   | ۸    | ۵    | ۲    | ۱۷   | ۸    | ۹+   | ۰     | ۴     | ۱۰    | ۳     | ۲۳    | −۲۰   |

آخرین بروزرسانی: ۱۴ ژوئیه ۲۰۲۰

منبع: سازمان لیگ

پ = پیروزی؛ ت = تساوی؛ ش = شکست؛ گ‌ز = گل زده؛ گ‌خ = گل خورده؛ ت‌گ = تفاضل گل

#### نتایج در هر بازی
| هفته    | ۱ | ۲ | ۳ | ۴ | ۵ | ۶ | ۷ | ۸ | ۹ | ۱۰ | ۱۱ | ۱۲ | ۱۳ | ۱۴ | ۱۵ | ۱۶ | ۱۷ | ۱۸ | ۱۹ | ۲۰ | ۲۱ | ۲۲ | ۲۳ | ۲۴ | ۲۵ | ۲۶ | ۲۷ | ۲۸ | ۲۹ | ۳۰ | ۳۱ | ۳۲ | ۳۳ | ۳۴ |
| ------- | - | - | - | - | - | - | - | - | - | -- | -- | -- | -- | -- | -- | -- | -- | -- | -- | -- | -- | -- | -- | -- | -- | -- | -- | -- | -- | -- | -- | -- | -- | -- |
| زمین    | ب | خ | ب | خ |   |   |   |   |   |    |    |    |    |    |    |    |    |    |    |    |    |    |    |    |    |    |    |    |    |    |    |    |    |    |
| دست‌آورد | م | پ | م | پ |   |   |   |   |   |    |    |    |    |    |    |    |    |    |    |    |    |    |    |    |    |    |    |    |    |    |    |    |    |    |
| جایگاه  | ۸ | ۳ | ۶ | ۶ |   |   |   |   |   |    |    |    |    |    |    |    |    |    |    |    |    |    |    |    |    |    |    |    |    |    |    |    |    |    |

زمین: ب = بیرون از خانه، خ = داخل خانه. دست‌آورد: پ = پیروزی، ش = شکست، م = مساوی، ع = به تعویق افتاده.

#### بازی‌ها
برد
      مساوی
      باخت
| ۲۶ مرداد ۱۳۹۸ ۱ | رایکا | ۰–۰   | داماش | بابل، ایران                               |
| ۱۷:۳۰           |       | گزارش |       | ورزشگاه: شهدای هفتم تیر داور: مهدی سیدعلی |

| ۳۱ مرداد ۱۳۹۸ ۲ | داماش                                  | ۳–۰   | سرخپوشان | رشت، ایران                                         |
| ۱۸:۰۰           | توکلی ۴۰' · باقرپسند ۴۸' · نظرپناه ۸۵' | گزارش |          | ورزشگاه: ورزشگاه سردار جنگل رشت داور: سعاد وفاپیشه |

| ۵ شهریور ۱۳۹۸ ۳ | ملوان              | ۱–۱   | داماش     | بندر انزلی، ایران                                 |
| ۱۷:۴۵           | امیری ۵۸' (پنالتی) | گزارش | نصیری ۹۰' | ورزشگاه: ورزشگاه تختی بندر انزلی داور: پیام حیدری |

| ۱۲ شهریور ۱۳۹۸ ۴ | داماش                 | ۱–۰   | آرمان گهر | رشت، ایران                                       |
| ۱۸:۰۰            | فراهانی ۲' (گل‌به‌خودی) | گزارش |           | ورزشگاه: ورزشگاه سردار جنگل رشت داور: حسین زیاری |

### جام حذفی

#### دست‌آوردها در خانه و بیرون
| مجموع | مجموع  | مجموع | مجموع | مجموع | مجموع | مجموع | مجموع | خانه | خانه | خانه | خانه | خانه | خانه | مهمان | مهمان | مهمان | مهمان | مهمان | مهمان |
| بازی  | امتیاز | پ     | ت     | ش     | گ‌ز    | گ‌خ    | ت‌گ    | پ    | ت    | ش    | گ‌ز   | گ‌خ   | ت‌گ   | پ     | ت     | ش     | گ‌ز    | گ‌خ    | ت‌گ    |
| ----- | ------ | ----- | ----- | ----- | ----- | ----- | ----- | ---- | ---- | ---- | ---- | ---- | ---- | ----- | ----- | ----- | ----- | ----- | ----- |
| ۲     | ۳      | ۱     | ۰     | ۱     | ۵     | ۲     | ۳+    | ۱    | ۰    | ۰    | ۴    | ۰    | ۴+   | ۰     | ۰     | ۱     | ۱     | ۲     | −۱    |

آخرین بروزرسانی: ۲۹ سپتامبر ۲۰۱۹

منبع: سازمان لیگ

پ = پیروزی؛ ت = تساوی؛ ش = شکست؛ گ‌ز = گل زده؛ گ‌خ = گل خورده؛ ت‌گ = تفاضل گل

#### بازی‌ها
| ۱۶ شهریور ۱۳۹۸ مرحله ۳ | داماش                                         | ۴–۰ | مهرگان دره‌شهر | رشت، ایران                                             |
| ۱۷:۰۰                  | پورتقی ۲۲' · شاه‌عباسی ۵۰'، ۶۲' · میثاقیان ۶۵' |     |               | ورزشگاه: ورزشگاه سردار جنگل رشت داور: امیرسامان سلطانی |

## لباس فصل
تامین کننده: یوسف جامه

| \| \| لباس اول \| \| لباس دوم \| \| لباس سوم \| |          |  |          |  |          |
|                                                 | لباس اول |  | لباس دوم |  | لباس سوم |

|  | لباس اول |  | لباس دوم |  | لباس سوم |